# Пальме, Рудольф
Рудольф Пальме (нем. Rudolf Palme; 6 марта 1910, Вена — 1 января 2005, Ройтте) — австрийский шахматист. Физик.
В возрасте девятнадцати лет в ступил в немецкий шахматный клуб Вены (нем. Deutsche Schachverein Wien). В то время участниками клуба были такие известные шахматисты как Рудольф Шпильман, Эрнст Грюнфельд, Альберт Беккер. Через четыре года был допущен в ежегодный «Требич-турнир». В составе сборной Австрии участник неофициальной Олимпиады (1936;+7 −5 = 4) в Мюнхене. В следующем году переезжает в Берлин. На чемпионатах Берлина: 1940 — 1-е, 1941 — 2-е места. В 1941 принял участие общенемецком чемпионате (нем. Großdeutsche Meisterschaft) в Бад-Эйнхаузен, где занял пятое место. В 1942 победил на чемпионате Штутгарта, а в 1945 на первенстве Аугсбурга. С 1942 по 1945 участвовал во Второй мировой войне. После её окончание занял 2-е место на чемпионате Мюнхена в 1946 году. В следующем году вернулся в Австрию. Пять раз (1947, 1949, 1955, 1967 и 1980) участвовал на первенстве Тироля и каждый раз побеждал. В 1950 году в Мельке стал чемпионом Австрии.